# Eucheilota macrogona
Eucheilota macrogona är en nässeldjursart som beskrevs av Zhang och Lin 1984. Eucheilota macrogona ingår i släktet Eucheilota och familjen Lovenellidae. Inga underarter finns listade i Catalogue of Life.